# Welcome to The Village

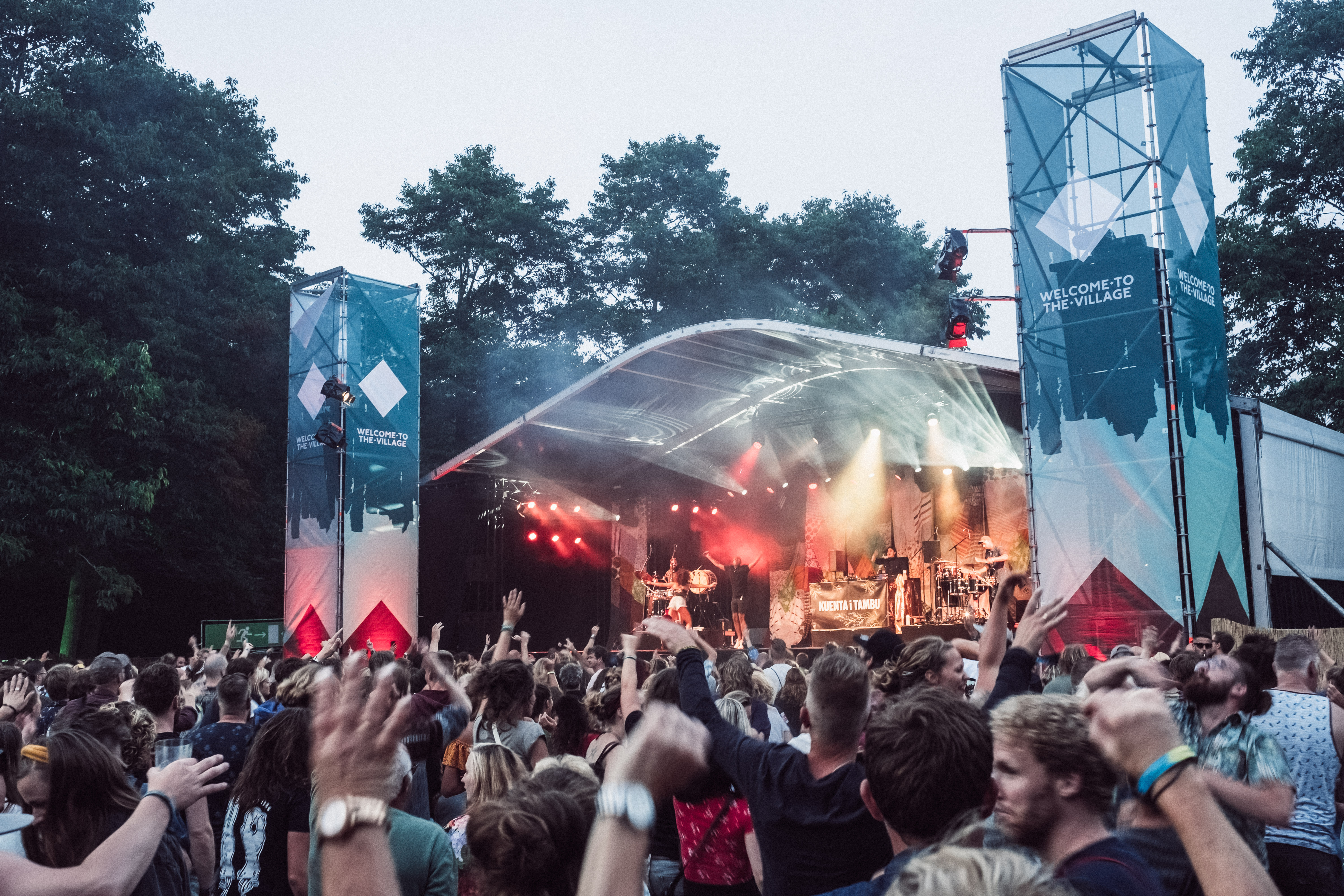
Welcome to The Village

Welcome to The Village is een meerdaags en interdisciplinair pop- en kunstenfestival in Leeuwarden. Het festival vindt jaarlijks plaats in het derde weekend van juli in recreatiegebied De Groene Ster.
Naast popmuziek en (podium)kunst schenkt het festival aandacht aan duurzaamheid en innovatie middels het innovatielab DORP. Ook is er aandacht voor inclusiviteit en diversiteit in de organisatie van het festival: middels maatschappelijke instellingen werken ruim driehonderd nieuwkomers, senioren, dak- en thuislozen en mensen met een beperking mee aan het organiseren en vormgeven van het festivalterrein. In samenwerking met regionale boeren, koks en cateraars is er aandacht voor hoogwaardig en duurzaam voedsel.

## Geschiedenis en ontstaan
Het festival is ontstaan uit het Leeuwarder Podium Asteriks, een onafhankelijk poppodium dat zich richt op aanstormend talent. De eerste editie vond plaats in 2013 en werd opgezet als een ‘Asteriksavond x 10’. Door de jaren heen stonden onder andere Franz Ferdinand, dEUS, Wende Snijders, Oscar & the Wolf, De Staat, My Baby en Mark Lanegan geprogrammeerd.

## Innovatie

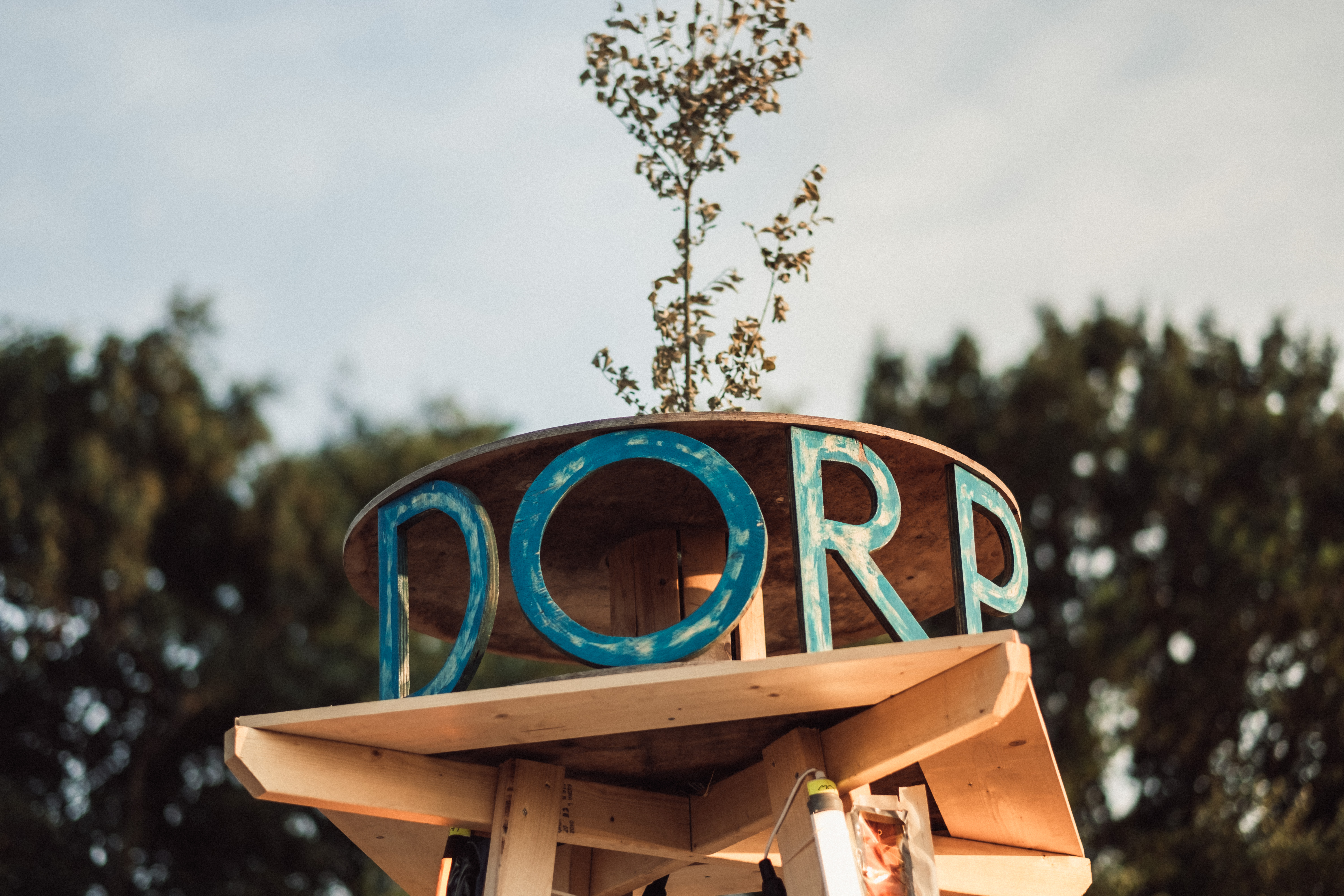
Innovatielab DORP

Elk jaar vindt op het festival een festivalhackathon plaats waarbij ruim honderd ontwerpers, designers, start-ups en creatieven werken aan nieuwe producten en prototypes voor een meer duurzame wereld. Waar mogelijk wordt een prototype ter plekke getest in de infrastructuur van het festival zelf. De organisatie van Welcome to The Village stelt dat een festival in feite een tijdelijk dorp is, omdat er om het festival een hek staat. Dit maakt het festivalterrein tot een living lab om bedrijven en start-ups in staat te stellen om nieuwe producten te ontwikkelen en uit te testen. Dat testen doet Welcome to The Village onder meer met Innofest, het samenwerkingsproject waarmee een deel van het DORP-principe is uitgerold op bevriende festivals als: Into the Great Wide Open, Eurosonic Noorderslag, Noorderzon, Oerol Festival en DGTL.

## Prijzen en nominaties
Welcome to The Village is in 2016 uitgeroepen tot meest innovatieve festival van Nederland tijdens de Nationale Evenementenprijzen. De jury schreef in de toelichting over innovatietraject DORP: 'Welcome to The Village onderscheidt zich door het thema duurzaamheid breder te trekken dan alleen uitstoot, vervuiling en afval. De jury vindt het bewonderenswaardig om te zien hoe duurzaamheid binnen het innovatieproject DORP niet alleen op het festival zelf, maar ook in de aanloop er naar toe een centrale rol speelt'. Ook het voedselprogramma werd opgemerkt als een van de gebieden waarop vernieuwing binnen de sector wordt gestimuleerd: 'Daarnaast weet het relatief kleine festival de landelijke media te halen door controversiële onderwerpen, zoals het weggooien van vlees van mannelijke kalfjes, aan de kaak te stellen.'
Verder won het festival de LC Publieksprijs tijdens de Friese Popawards (2013), de Greener Festival Award 2017 en was het genomineerd als beste festival (2017) en beste directeur (Bianca Pander, 2018) bij de IJzeren Podiumdieren.

## Organisatie
Welcome to The Village wordt georganiseerd door de gelijknamige stichting, die in 2014 is opgericht.

## Podia

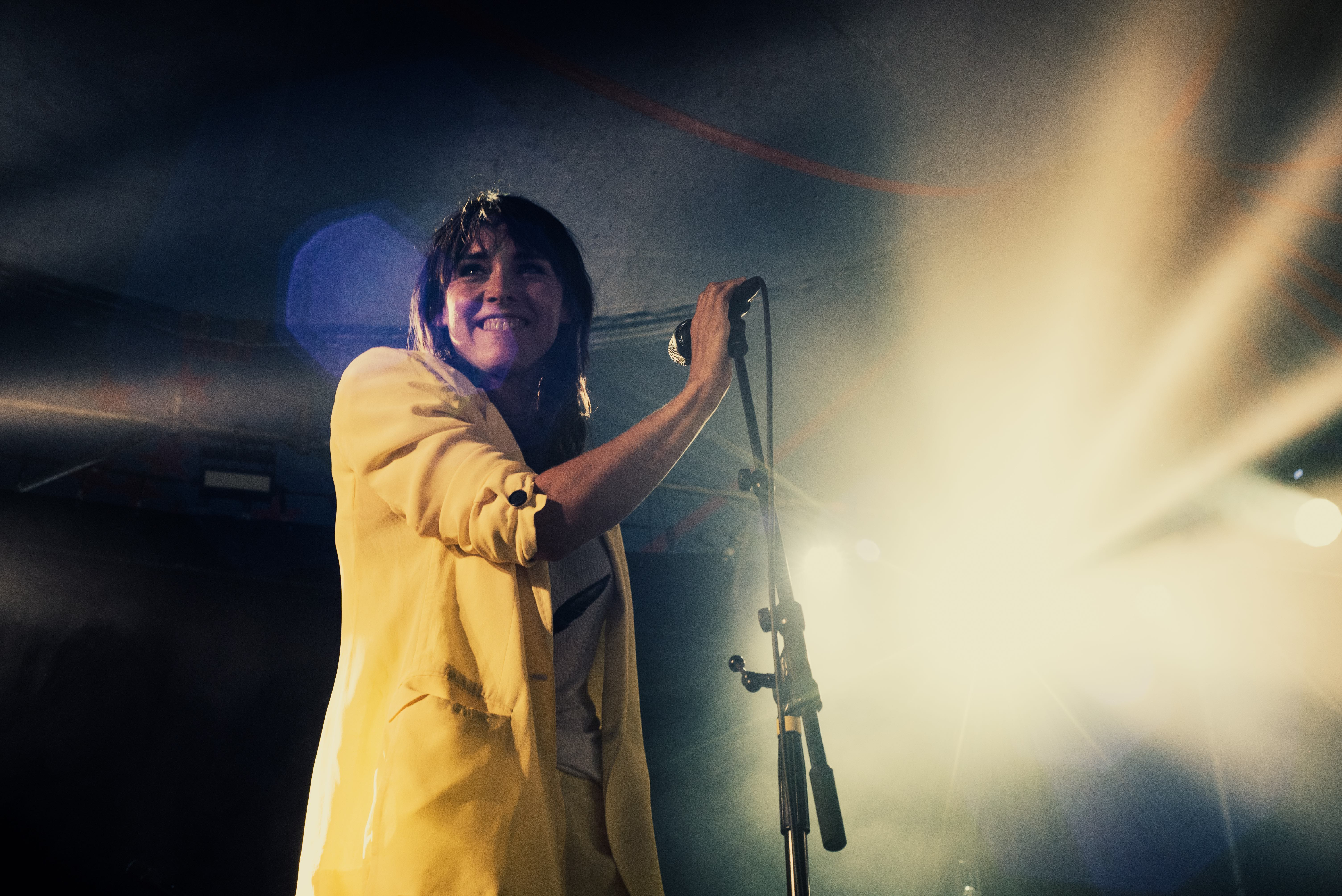
Wende- Welcome to the Village 2018

De podia van Welcome to The Village zijn vernoemd naar dorpen uit Friesland en Groningen:
- Bontebok
- Grootegast
- Blessum
- Grauwe Kat
- Ravenswoud
- Kleine Geest
- Baaiduinen
- Kooiplaats
- Salon Perdu
- Kolderwolde

## 2018
Welcome to The Village maakte in 2018 deel uit van het officiële programma van Leeuwarden-Fryslân European Capital of Culture.